# Esmée Cullen
Esmée Cullen est un personnage de fiction de la saga Twilight. Elle apparaît dans les livres Fascination, Tentation, Hésitation et Révélation, ainsi que dans le encore inachevé Midnight Sun et dans les films Twilight, chapitre I : Fascination, Twilight, chapitre II : Tentation et Twilight, chapitre III : Hésitation
Elle est mariée à Carlisle Cullen, elle considère ses enfants adoptifs, Edward Cullen, Rosalie Hale, Emmett Cullen, Alice Cullen, Jasper Hale et finalement Bella Swan, comme ses propres enfants.

## Biographie fictive
Elle rencontra Carlisle Cullen pour la première fois lorsqu'elle s'était cassée une jambe lors de ses 16 ans en tombant d'un arbre. En effet celui-ci arriva de nulle part et lui apprit qu'il s'appelait Carlisle. Il l'a soignée puis, quelques jours, plus tard lui a annoncé qu'elle ne le reverrait pas, qu'il déménageait. Mais elle ne l'a jamais oublié.
Quelques années après, Esmée fut mariée à un homme par sa famille. Cet homme devint violent, et elle se rendit compte qu'elle était enceinte de lui. Ne voulant pas que son enfant vive dans ces conditions, elle partit toute seule chez un cousin, où elle enseigna. Quelques jours après avoir accouché, son bébé mourut d'une infection des poumons. Anéantie, elle sauta d'une falaise dans le Wisconsin. Elle fut repêchée, et, tout le monde la croyant morte, fut envoyée à la morgue. Seulement, Carlisle Cullen entendit son cœur et sut qu'elle était encore vivante. Il la transforma en vampire puisqu'elle était en train de mourir. Et depuis ce jour, ils sont ensemble et vivent avec leurs enfants adoptifs, ceux-ci ont comblé son vide d'avoir des enfants mais elle ne s'est jamais remise de la perte de son unique enfant.

## Caractère
Elle est très protectrice envers ses « enfants » et les calme souvent. Carlisle est très influencé par sa femme et lui demande son avis avant de prendre une décision. Il ne s'oppose jamais à Esmée. Elle supporte très mal d'être séparée du reste de la famille.
Esmée accueille très vite Bella dans la famille, la voyant comme le bonheur d'Edward et très vite elle considéra Bella comme un de ses « enfants ». Dans le second tome, elle est très triste de l'éloignement d'Edward.
Elle aime entendre Edward jouer du piano et composer.
Elle déteste la violence et refuse de se battre. Elle s'interpose souvent durant les conflits de ses « enfants ».

## Physique
Esmée a le visage en forme de cœur et des boucles couleur caramel. Petite et mince. elle a de jolies courbes.
Elle mesure 1,68 m, elle a les yeux verts (humain), or/noir (vampire).